# Helicoidea
Super-famille
Les Helicoidea sont une super-famille de mollusques gastéropodes du clade Stylommatophora. Elle regroupe les escargots à coquille de forme hélicoïdale.

## Taxonomie

### Liste de familles
Il y a 19 familles d'après la Taxonomie des Gastropoda (Bouchet & Rocroi, 2005) :
- Helicidae
- Bradybaenidae
- Camaenidae
- Cepolidae
- Cochlicellidae
- Elonidae
- Epiphragmophoridae
- Halolimnohelicidae
- Helicodontidae
- Helminthoglyptidae
- Humboldtianidae
- Hygromiidae
- Monadeniidae
- Pleurodontidae
- Polygyridae
- Sphincterochilidae
- Thysanophoridae
- Trissexodontidae
- Xanthonychidae

Selon Catalogue of Life :
- Camaenidae
- Canariellidae
- Cepolidae
- Elonidae
- Geomitridae
- Helicidae
- Helicodontidae
- Helminthoglyptidae
- Humboldtianidae
- Hygromiidae
- Labyrinthidae
- Pleurodontidae
- Polygyridae
- Sphincterochilidae
- Thysanophoridae
- Trichodiscinidae
- Trissexodontidae
- Xanthonychidae